# 刘忍
刘忍（1915年—1978年），男，山西应县人，中华人民共和国军事人物、政治人物，中国人民解放军少将，曾任中国人民解放军空军后勤部部长，商业部革命委员会副主任，物资部军事管制委员会主任。